# カルレス・ダンクマイエル
カルレス・ダンクマイエル（Charles Dankmeijer）として知られているカレル・ベルナルドゥス・ダンクマイエル（Carel Bernardus Dankmeijer、1861年4月8日 - 1923年3月11日）は、オランダの画家である。都市景観などを描いたことで知られている。

## 略歴
アムステルダムで生まれた。アムステルダムの知識人の協会「Felix Meritis」が開いた美術教室で学んだ後、1881年にアントウェルペンの王立美術アカデミーでシャルル・ヴェルラに学び、賞（Prix d'Excellence）を受賞した。1882年から1886年まではアムステルダム王立美術アカデミー(Rijksakademie van beeldende kunsten)で、アウグスト・アレベ（August Allebé: 1838-1927）とバレンド・ウェインフェルド（Barend Wijnveld: 1820-1902）に学んだ。北ホラント州の村ラーレンで絵を描くようになり、「ラーレン派 (Larense School)」と呼ばれる画家のアントン・モーヴ（1838-1888）と知り合い影響を受けた。
1888年にモーヴが亡くなった後、アムステルダムに戻り、結婚した。家族は、その後、1889年にデフェンターに移り、その後アムステルダム。デン・ハーグ、ロースドゥイネン（Loosduinen）、ザーンダム、レンクム、オーステルベーク(Oosterbeek)、ライデン、スヘフェニンゲンに移り住んだ。その間フランドルやフランス、イタリアに旅した。1900年のパリ万国博覧会でメダルを受賞し、ドルドレヒト、アムステルダム、ハーグの展覧会で高く評価された。
1923年にスヘフェニンゲンで亡くなった。

## 作品

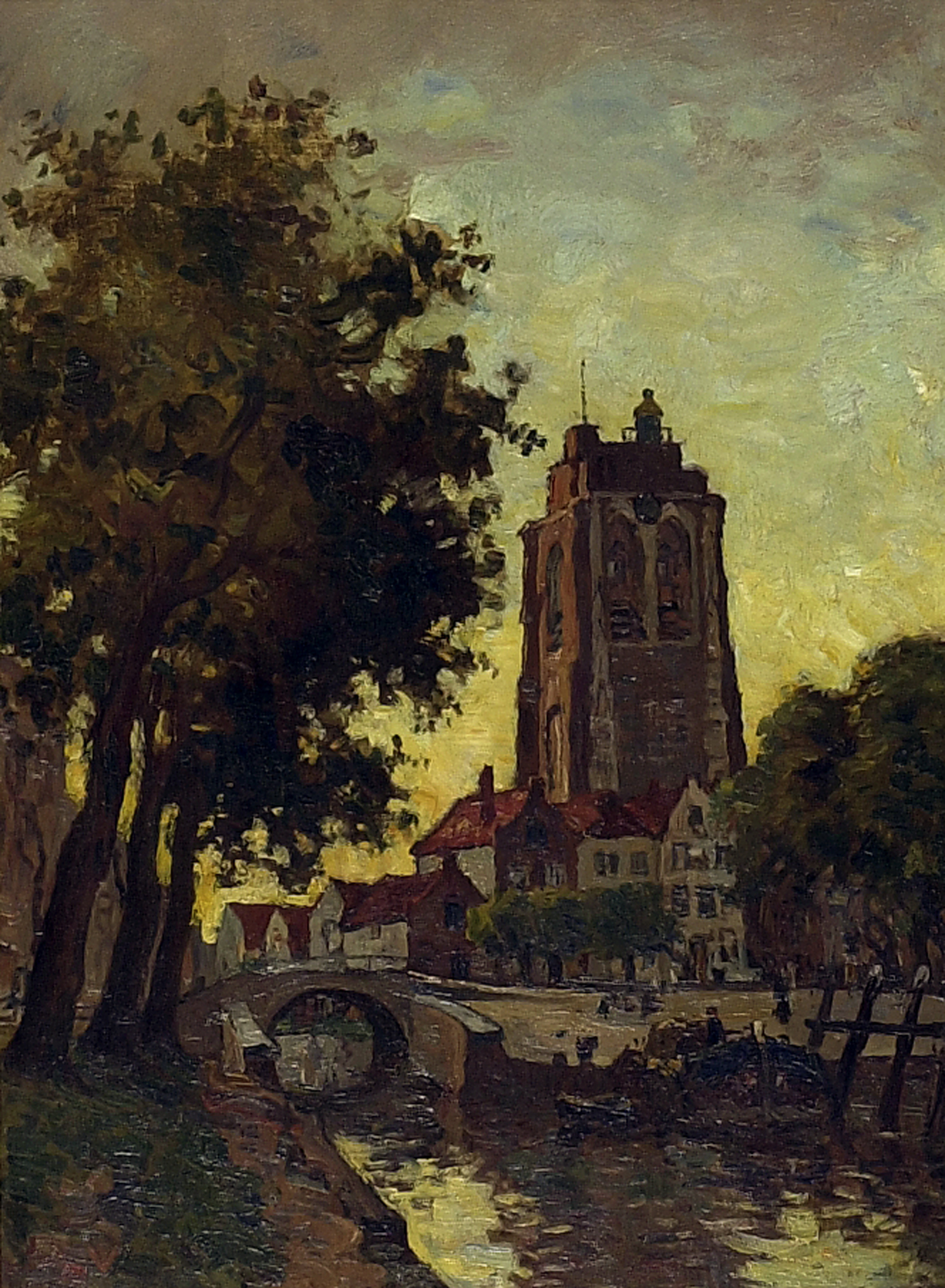
ゴーデレーデの眺め
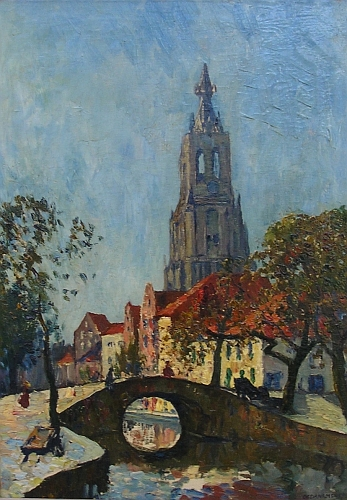
デルフトの風景
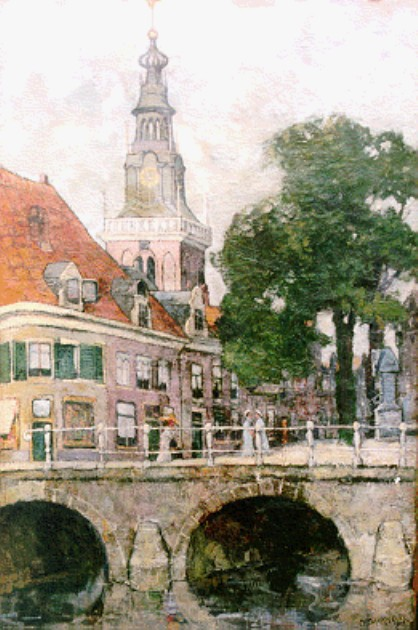
アルクマールの街並み
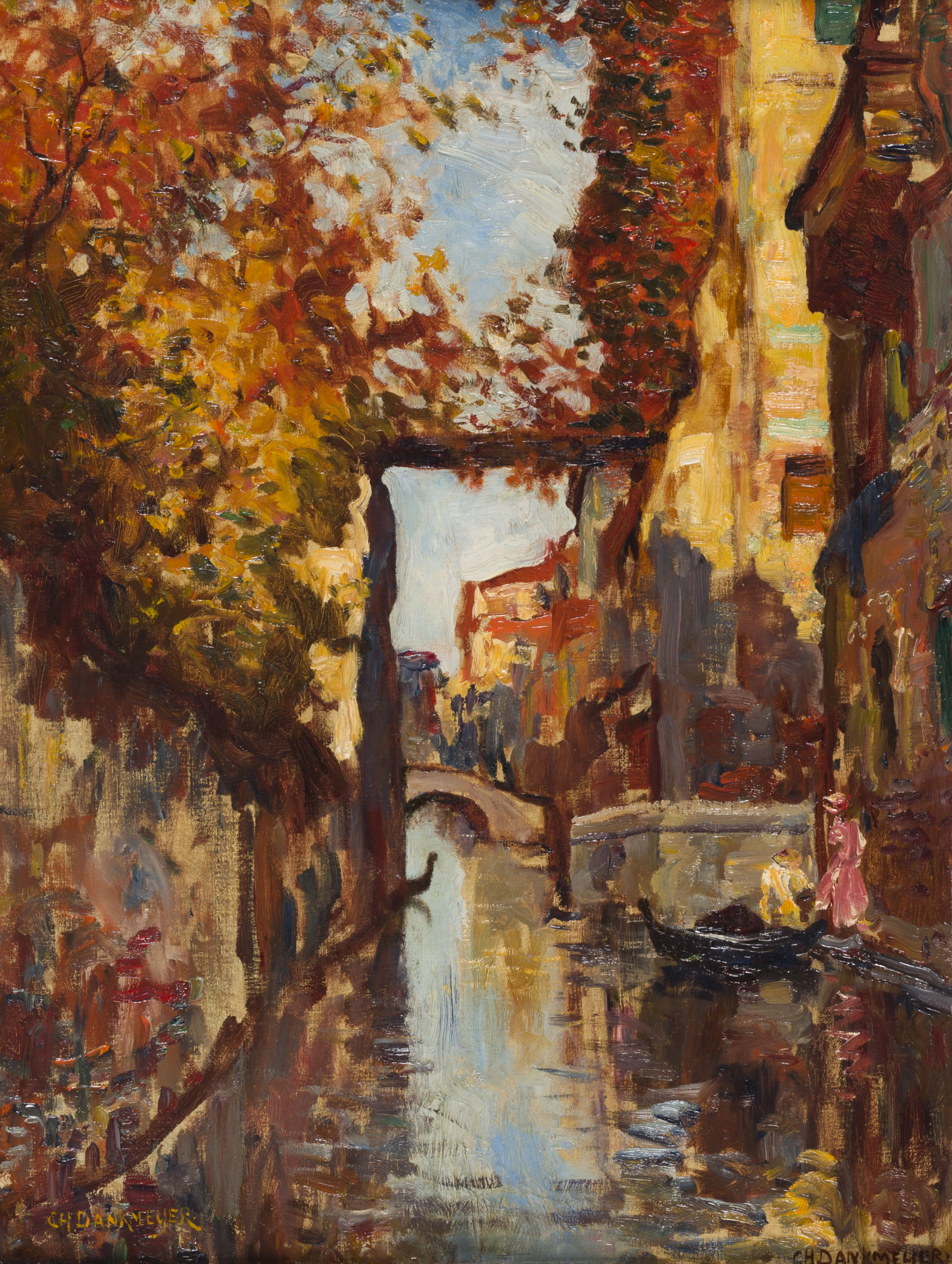
ヴェネツィアの運河 ()

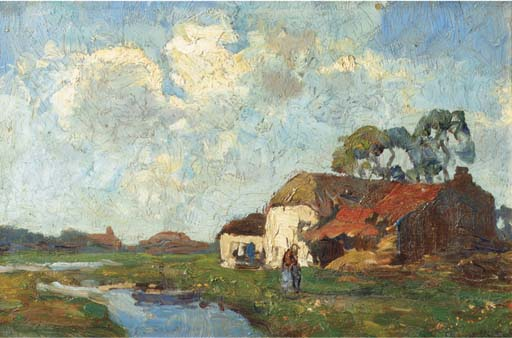
干拓地の風景(c.1900)
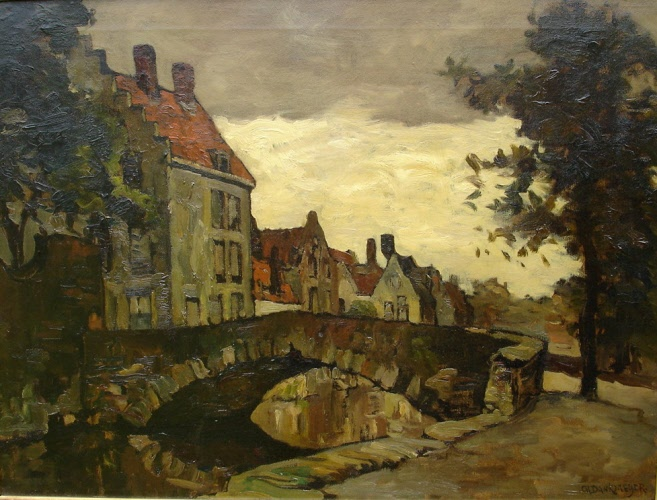
街の風景
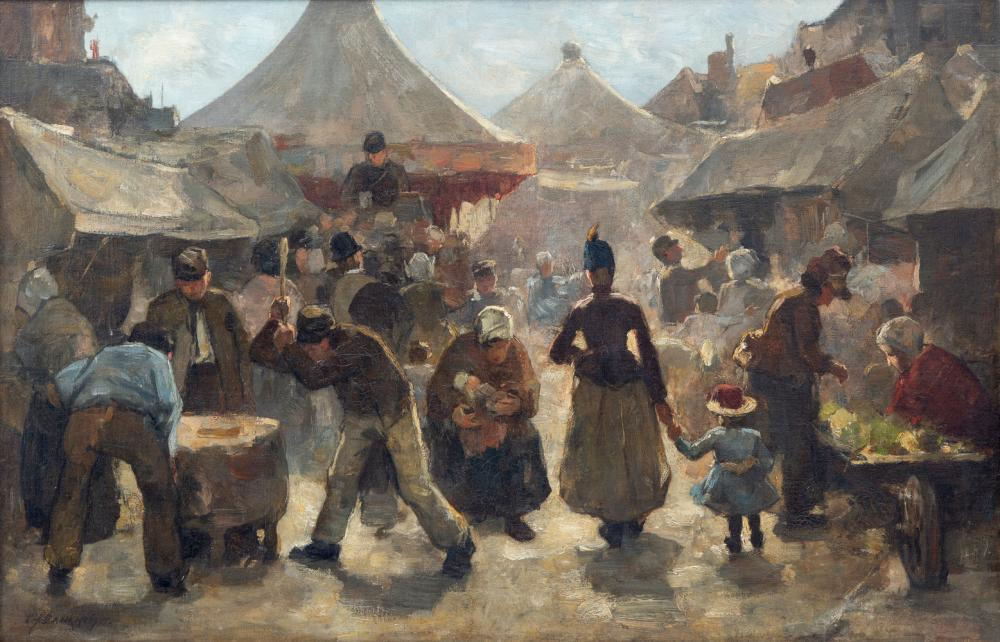
スヘフェニンゲンの祭り